# George O. Smith
George Oliver Smith (geboren am 9. April 1911 in Chicago, Illinois; gestorben am 27. Mai 1981 in Rumson, Monmouth County, New Jersey) war ein amerikanischer Science-Fiction-Autor.

## Leben
Smith war der Sohn von Henry Robert Smith und von Mary Jane, geborene Twigg. Er studierte von 1929 bis 1930 an der University of Chicago und arbeitete in den folgenden Jahren als Radiotechniker und Radioingenieur. Von 1944 bis 1945 war er als technischer Autor in einem Team, das für das National Defense Research Council dringend benötigte Dokumentation und Handbücher für Sonargeräte schrieb. Nach dem Krieg arbeitete er wieder bis zu seiner Pensionierung 1974 als Ingenieur, zuletzt für ITT Defense Communications, 1958/1959 unterbrochen von einer Rekonvaleszenzphase nach einem Herzanfall.
Smith erzählte, dass er Science-Fiction zu schreiben begann, weil er in den Besitz einer Schreibmaschine gelangte und es ihm als Techniker widerstrebte, diese unbenutzt vor sich hin rosten zu lassen. Seine erste Science-Fiction-Geschichte QRM – Interplanetary veröffentlichte er 1942 in Astounding, zugleich die erste Kurzgeschichte in der Venus Equilateral-Serie, seinem bekanntesten Werk. Venus Equilateral ist eine Raum- und Funkrelais-Station in der L4-Position des Venus-Orbits, das heißt, sie bildet mit Venus und der Sonne ein gleichseitiges Dreieck, daher der Name (englisch equilateral „gleichseitig“). In jeder der Geschichten sind die Techniker an Bord mit einem Problem konfrontiert, dass auf mehr oder minder geniale und überraschende Weise gelöst wird. Die Geschichten um Venus Equilateral erschienen gesammelt und wurden mehrfach ins Deutsche übersetzt. John Clute zufolge zeigt sich Smiths hier als Autor technischer Science-Fiction reinsten Wassers. Wie oft bei Autoren solcher Ausprägung gerät die Charakterzeichnung dabei ins Hintertreffen. 
Neben der Venus Equilateral-Serie schrieb Smith 10 Romane, großenteils Space Operas, und über 50 Kurzgeschichten. Seine produktive Phase als SF-Autor endete Anfang der 1960er Jahre. 1980 erhielt er den First Fandom Hall of Fame Award.
Smith hatte 1936 Helen Kunzler geheiratet. 1948 wurde die Ehe geschieden. Im folgenden Jahr heiratete er Dona Louise Stebbins, die zuvor mit John W. Campbell verheiratet war und 1974 verstarb, kurz nach Smiths Pensionierung. Er hatte aus erster Ehe eine Tochter (* 1939) und einen Sohn (* 1943) und einen Sohn aus zweiter Ehe (* 1952). 1981 ist Smith im Alter von 70 Jahren gestorben.

## Bibliografie
Sind bei den Originalausgaben zwei Erscheinungsjahre angegeben, so ist das erste das des Erstdrucks und das zweite das der Erstausgabe (als Buch).
Wird bei Kurzgeschichten als Quelle nur Titel und Jahr angegeben, so findet sich die vollständige Angabe bei der entsprechenden Sammelausgabe.
Venus Equilateral (Kurzgeschichtenserie)
- QRM – Interplanetary (1942)
  - Deutsch: QRM. In: Relaisstation Venus. 1968. Auch als: QRM-Interplanetary. In: Isaac Asimov, Martin H. Greenberg (Hrsg.): Die besten Stories von 1942. Moewig (Playboy Science Fiction #6717), 1981, ISBN 3-8118-6717-2. Auch als: Interplanetare Störungen. In: Relaisstation Venus. 1982.
- Calling the Empress (1943)
  - Deutsch: An die Empreß of Kolain. In: Relaisstation Venus. 1968. Auch als: Raumschiff EMPRESS OF KOLAIN. In: Relaisstation Venus. 1982.
- Recoil (1943)
  - Deutsch: Die Elektronenkanone. In: Relaisstation Venus. 1968. Auch als: Rückstoß. In: Relaisstation Venus. 1982.
- Lost Art (1943)
  - Deutsch: Verlorenes Wissen. In: Relaisstation Venus. 1982.
- Off the Beam (1944)
  - Deutsch: Die Irrfahrt. In: Relaisstation Venus. 1968. Auch als: Die Irrfahrt. In: Relaisstation Venus. 1982.
- The Long Way (1944)
  - Deutsch: Die Marsröhre. In: Relaisstation Venus. 1968. Auch als: Auf Umwegen. In: Der Strahlenpirat. 1982.
- Beam Pirate (1944)
  - Deutsch: Piratenstückchen. In: Relaisstation Venus. 1968. Auch als: Der Strahlenpirat. In: Der Strahlenpirat. 1982.
- The Firing Line (1944)
  - Deutsch: Noch ein Piratenstück. In: Relaisstation Venus. 1968. Auch als: An vorderster Front. In: Der Strahlenpirat. 1982.
- Special Delivery (1945)
  - Deutsch: Sonderpost. In: Relaisstation Venus. 1968. Auch als: Expreßsendung. In: Der Strahlenpirat. 1982.
- Pandora’s Millions (1945)
  - Deutsch: Pandoras Millionen. In: Relaisstation Venus. 1968. Auch als: Pandoras Millionen. In: Das Ende der Weltraumstadt. 1982.
- Identity (1945)
  - Deutsch: Murdochs Hort. In: Das Ende der Weltraumstadt. 1982.
- Mad Holiday (1947)
  - Deutsch: Flitterwochen. In: Relaisstation Venus. 1968. Auch als: Verrückte Feiertage. In: Das Ende der Weltraumstadt. 1982.
- Venus Equilateral (1947, Sammlung)
  - Deutsch: Relaisstation Venus. Moewig (Terra Nova #29/30), 1968.
- Interlude (1973, auch als The External Triangle)
  - Deutsch: Das äußere Dreieck. In: Das Ende der Weltraumstadt. 1982.
- The Complete Venus Equilateral (1976, Sammlung)
  - Deutsch: Relaisstation Venus. Pabel (Terra Taschenbuch#347), 1982. Auch als: Der Strahlenpirat. Moewig (Terra Taschenbuch#349), 1982. Auch als: Das Ende der Weltraumstadt. Moewig (Terra Taschenbuch#352), 1982.

Romane
- Pattern for Conquest (1946, 1949)
- Nomad (1944, 1950, auch als Wesley Long)
  - Deutsch: Der große Krieg. Pabel (Utopia Grossband #88), 1958. Auch als Moewig (Terra Extra #127), 1967.
- Operation Interstellar (1950)
- Hellflower (1953)
  - Deutsch: Gift aus dem Weltraum. Pabel (Utopia Grossband #91), 1959. Auch als Moewig (Terra Extra #117), 1966.
- Highways in Hiding (1955, 1956, auch als The Space Plague, 1957)
  - Deutsch: Weltraumpest. Moewig (Terra Sonderband #19), 1959. Auch als Moewig (Terra Extra #76), 1965.
- Troubled Star (1957)
  - Deutsch: Die Sonnen-Ingenieure. Moewig (Terra Sonderband #42), 1961. Auch als Moewig (Terra Extra #181), 1968.
- Fire in the Heavens (1958)
  - Deutsch: Brennende Himmel. Semrau (Abenteuer im Weltenraum #17), 1959.
- The Path of Unreason (1958)
- Lost in Space (1959, auch als Spacemen Lost)
  - Deutsch: Schiffbruch im All. Pabel (Utopia Grossband #136), 1960. Auch als Moewig (Terra Extra #148), 1967.
- The Fourth “R” (1959, auch als The Brain Machine, 1968)
  - Deutsch: Das Geheimnis der Wunderkinder. Heyne Science Fiction & Fantasy #3053, 1965.

Sammlung
- The Worlds of George O. (1982)

Kurzgeschichten
- Der Fuehrer’s Base (1943)
- Circle of Confusion (1944, als Wesley Long)
- Latent Image (1944, auch als Wesley Long)
- Redevelopment (1944, als Wesley Long)
- Vocation (1945)
- The Fixer (1945, als Wesley Long)
- Trouble Times Two (1945)
- Fine Feathers (1946)
- Trouble (1946)
- Blind Time (1946)
- Alien (1946)
- The Impossible Pirate (1946)
- The Undamned (1947)
- The Answer (1947)
- Quest to Centaurus (1947)
- The Kingdom of the Blind (1947)
- In the Cards (1947)
- Rat Race (1947)
- Meddler’s Moon (1947, 1982 als Hörspiel)
- Problem in Solid (1947)
- Quarantine (1947)
- One of Three (1948, als Wesley Long)
- The Incredible Invasion (1948)
- A Dog’s Life (1948)
- Journey (1948)
- The Trans-Galactic Twins (1948)
- Climate – Incorporated (1948, als Wesley Long)
- The Catspaw (1948)
- The Cosmic Jackpot (1948)
- The Mobius Trail (1948)
- Minus Danger! (1949)
- Dynasty of the Lost (1950)
- The Death Crystal (1950)
- Two Worlds for One (1950)
- The World-Mover (1950)
- Atomic Bonanza (1951)
- Dark Recess (1951)
- The Black Alarm (1951)
- The Planet Mender (1952)
- Bombs Awry (1952)
- Spaceman’s Luck (1953)
- Stop, Look and Dig (1953)
- Home is the Spaceman (1953)
- Booby Prize (1953)
- Instinct (1959)
- History Repeats (1959)
- The Big Fix (1959)
- The Undetected (1959)
  - Deutsch: So überaus perfekt. In: Helmuth W. Mommers, Arnulf D. Kraus (Hrsg.): 10 Science Fiction Kriminal-Stories. Heyne (Heyne-Anthologien #11), 1965.
- Time for Survival (1960)
- The Troublemakers (1960)
- Amateur in Chancery (1961)
- Counter Foil (1964)
  - Deutsch: Die Panne. In: Robert Silverberg (Hrsg.): Menschen und Maschinen. Moewig (Terra Taschenbuch #181), 1970.
- Fire, 2016! (1964)
- Understanding (1967)
- Speculation (1976)
- Scholar’s Cluster (1980)